# Emanuel Lasker
Emanuel Lasker (24. prosince 1868, Berlinchen – 11. ledna 1941, New York) byl německý šachový velmistr, mistr světa v šachu v letech 1894 až 1921, tedy 27 let. Byl prvním, kdo důsledně používal psychologii v šachu. Vystudoval matematiku a od mládí se věnoval rovněž šachu. Titul mistra světa získal vítězstvím nad Wilhelmem Steinitzem 10:4 (=5) a obhájil jej nejprve v odvetném zápase se Steinitzem 10:2 (=5), a pak v zápasech s Frankem Marshallem 8:0 (=7), Siegbertem Tarraschem 8:3 (=5), Karlem Schlechterem 1:1 (=8) a Davidem Janowským 8:0 (=3). Jeho nástupcem se stal roku 1921 José Raúl Capablanca.
Po ztrátě titulu Lasker ještě dlouho na turnajích dokazoval, že je s ním nutno stále počítat. Vyhrál turnaj v Moravské Ostravě roku 1923 (před Richardem Rétim) a především turnaj v New Yorku roku 1924, kde byl první před Capablancou a Alexandrem Aljechinem. Rovněž roku 1925 v Moskvě předstihl Capablancu, když skončil druhý za Jefimem Bogoljubovem. V roce 1927 se Lasker vrátil do Berlína a stal se mezinárodním hráčem bridge (dokonce v této hře reprezentoval Německo). Roku 1933 však musel svou vlast opustit a jeho majetek byl zkonfiskován, protože byl židovského původu. Odešel do Anglie, pak do Sovětského svazu a nakonec se natrvalo usídlil v New Yorku, kde v roce 1941 zemřel.

## Život

### Do roku 1894
Lasker se narodil dne 24. prosince 1868 ve 3 hodiny odpoledne v tehdy pruském městečku Berlinchen (dnes Barlinek v Polsku) jako syn chazana místní synagogy Adolfa Laskera a jeho manželky Rosalie Israelsohnové. Měl dvě mladší sestry, Theofilii a Amalii. Od útlého věku měl nadání na matematiku. Navštěvoval reálné gymnázium v městě Landsberg an der Warthe.
Když bylo Emanuelovi jedenáct let, byl poslán na gymnázium do Berlína. Tam žil se svým osm let starším bratrem Bertholdem, studentem lékařské fakulty berlínské univerzity a také šachistou. Na začátku 90. let 19. století patřil Berthold do druhé desítky neoficiálního světového žebříčku. Na jeho popud také Emanuel začal hrát šachy, právě bratr mu zakoupil šachovou sadu a hru jej naučil. Aby měl Emanuel zajištěné slušné živobytí, hrával karetní hry a šachy, zejména v kavárně hotelu Kaiserhof. Jeho rodiče se však báli, že se Emanuel kvůli své velké zálibě v šachu vzdá studií a hře propadne dočista. Přikázali tedy Bertholdovi, aby Emanuela přehlásil na jiné gymnázium. To však Emanuelovu budoucí šachovou kariéru ještě posílilo, jelikož ředitelem tohoto gymnázia byl jeden z nejlepších hráčů místního šachového klubu a jeho předseda.
Po ukončení této střední školy nastoupil v roce 1889 na matematickou fakultu berlínské univerzity. Již rok poté však přešel na Univerzitu Georga Augusta v Göttingenu. Nadále se živil zejména hrou o peníze. O rok později získal na regionálním turnaji ve slezské Vratislavi (tehdy Breslau), který vyhrál společně s Emilem von Feyerfeilem, titul šachového mistra, čímž se jeho šachová kariéra posunula k účasti na silnějších turnajích. V Amsterdamu 1889 skončil druhý za Amosem Burnem. V Berlíně pak porazil Curta von Bardelebena 2,5:1,5. V roce 1890 skončil na turnaji ve Štýrském Hradci třetí za maďarským šachistou Guylou Makovetzem a Rakušanem Johannem Heinrichem Bauerem. V Liverpoolu porazil Henryho Edwarda Birda 8,5:4,5 (+7 -2 =3). Bez jediné porážky zdolal v Berlíně Jacquese Miesese 6,5:1,5 a ve Vídni  Bertholda Englische 3,5:1,5.
V roce 1892 vyhrál Lasker turnaj v Londýně (před J. H. Blackburnem, Jamesem Masonem Isidorem Gunsbergem a H. E. Birdem) V zápasech porazil v Londýně J. H. Blackburna 8:2 (8 výher, 4 remízy) a v Newcastle upon Tyne Henryho Edwarda Birda 5:0 (5 výher). Roku 1893 odjel na americké turné. Šachový turnaj v New Yorku 1893, pořádaný Manhattanským šachovým klubem, vyhrál s plným počtem bodů ze 13 partií. Poté porazil v Havaně Celsa Golmaya y Zúpideho 2:0 (=1) a Andrese Clementa Vasqueze 3:0 a v New Yorku Jacksona Showaltera 6:2 (=2) a Ala Ettlingera 5:0.
Podle systému Chessmetrics se světovou jedničkou Lasker stal v polovině roku 1890.
V té době vyzval Lasker k zápasu Siegberta Tarrasche, který vyhrál turnaje v Breslau (1889), v Manchesteru (1890) a v Drážďanech (1892). Tarrasch však odmítl s tím, že by nabídku přijal, jen kdyby Lasker vyhrál nějaký velký mezinárodní turnaj. Konkrétně řekl: „[...] Chtěl-li Lasker prověřit svou sílu, neměl odmítat účast na turnaji v Drážďanech.“

### Zisk titulu mistra světa v zápasech se Steinitzem

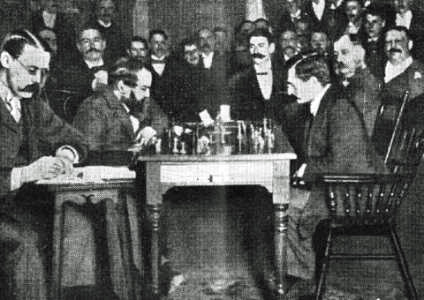
Steinitz a Lasker v Montrealu v roce 1894

Dosažené výsledky však přesvědčily Laskera, že je natolik silný, aby mohl vyzvat stávajícího mistra světa Wilhelma Steinitze k zápasu o titul. Na rozdíl od Tarrasche Steinitz výzvu přijal a po delších jednáních bylo dohodnuto, že se bude hrát do deseti výher, a to nejprve v New Yorku. Po dosažení čtyř výher u jednoho ze soupeřů se pak zápas přesune do Filadelfie a po dalších třech výhrách jednoho soupeře se zbytek zápasu měl odehrát v kanadském Montrealu. Vítěz obdržel 2250 dolarů.
Zápas začal v Manhattan Chess Clubu v New Yorku dne 15. března roku 1894. Ještě po šesti partiích byl stav 2:2 (=2), ale poté Steinitz prohrál dvě partie a po první třetině zápasu, která skončila 5. dubna, prohrával 4:2 (=2). Během devítidenní přestávky se hráči přesunuli do Filadelfie, kde se ale hrály od 14. do 21. dubna pouhé tři partie, přičemž všechny vyhrál Lasker. Steinitz prohrál celkem 5 partií za sebou, než se zápas přemístil do Montrealu, kde začalo hrát o další dva týdny později. Skóre tehdy bylo 2:7 pro Laskera.
V Montréalu se začalo hrát 3. května a Steinitzovi se podařilo upravit stav zápasu na 4:7 (=3), když vyhrál 2 partie za sebou. Lasker však poté vyhrál patnáctou i šestnáctou partii a dosáhl tak stavu 9:4 (=3). Od této chvíle by ztráta partie znamenala pro Steinitze ztrátu titulu. Vyhrál pak 17. partii a remizoval osmnáctou. Pak následovala devatenáctá partie odehraná 26. května 1894, byla poslední partií zápasu – Steinitz ji prohrál. Na počest nového mistra světa 3krát zajásal a odešel hrát karetní hry se svými přáteli. Lasker zvítězil 10:5 (=4) a získal titul mistra světa.
Někteří šachisté Laskera však stále za mistra světa nepovažovali, výhru Laskera připisovali Steinitzově vysokému věku.
Po ztrátě titulu využil Steinitz svého práva a vyzval Laskera k odvetnému zápasu. Tento zápas se však uskutečnil až po dvou letech a mezitím byly uspořádány tři významné šachové turnaje, na kterých mohl Lasker potvrdit své světové prvenství:
- Prvním z nich byl „super“ turnaj v Hastingsu v roce 1895, na kterém hráli všichni přední světoví šachisté té doby.[14] Nový mistr světa však na turnaji neuspěl a skončil až třetí za tehdy ještě vcelku neznámým Američanem Harrym Nelsonem Pillsburym a Michailem Čigorinem.[8] Důvodem mohlo být to, že před turnajem měl břišní tyfus.[15]
- Následoval turnaj v Petrohradě, konaný na přelomu let 1895/96. Lasker zvítězil o 2 body před Steinitzem.[16]
- Vyhrál pak i turnaj v Norimberku roku 1896 se 13 body před Maróczym na 2. místě a Pilsburym a Tarraschem na 3. místě.[8] Steinitz skončil až šestý a podle Hannaka byl se svým umístěním velmi nespokojen, když si neuvědomil, že pro muže jeho věku se jednalo o dobrý výsledek.[17] Naopak Lasker si konečně vydobyl plné uznání šachové veřejnosti.[18]

Odvetný zápas Lasker – Steinitz se hrál od 7. listopadu roku 1896 do 13. ledna roku 1897 v Moskvě. Steinitzova forma však byla nevalná a jeho fyzický stav dosti špatný. Trpěl nespavostí, nervovou vyčerpaností a špatně se pohyboval. Lasker vyhrál prvních pět partií, a nakonec zvítězil 10:2 (=5). Čtyři týdny po ukončení zápasu musel být převezen na psychiatrickou kliniku.

### Vítězství v zápasech s Marshallem a Tarraschem

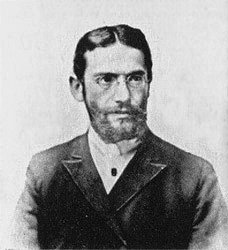
Siegbert Tarrasch

Po definitivní Steinitzově porážce se Lasker uchýlil na tři roky do soukromí a věnoval se studiu matematiky a filozofie. Během jeho nečinnosti se však do povědomí dostal Siegbert Tarrasch.
Dlouhá historie Tarraschova soupeření s Laskerem začala Tarraschovým vítězstvím na významném mezinárodním turnaji ve Vídni roku 1898, pořádaném u příležitosti padesátého výročí nastoupení rakouského císaře Františka Josefa I. na trůn, kterým se Tarrasch dostal na první místo mezi budoucími vyzývateli mistra světa. Avšak zápas mezi oběma velikány tehdejšího šachového světa se uskutečnil až po deseti letech. Jednání o jeho realizaci byla tak spletitá a plná vzájemného osobního napadání, že není možno zcela objektivně posoudit, kdo ze soupeřů měl vinu na jeho neustálém odkládání. Je však jisté, že Siegbert Tarrasch byl v letech 1898 až 1903 ve vrcholné formě, ale k zápasu o titul mistra světa se v té době nedostal. Lasker zřejmě střetnutí odkládal až na dobu, kdy mu už Tarrasch nebude rovnocenným soupeřem.
V zápasech o titul mistra světa tak nastala dlouhá přestávka, ve které se oba soupeři snažili dokázat své prvenství turnajovými výsledky, přičemž se vzájemnému střetnutí vyhýbali. Lasker pak vyhrál 28 kolový turnaj v Londýně v roce 1899, které získal s velkým náskokem, ale bez Tarraschovy účasti. Na dalším velkém turnaji v Paříži roku 1900 Lasker rovněž zvítězil, ale opět bez Tarraschovy účasti. Tarrasch bez Laskerovy účasti zase zvítězil na turnaji v Monte Carlu roku 1903.
Po vítězstvích v Londýně a Paříži se věnoval studiu, a v lednu 1902 získal doktorát na univerzitě v Erlangenu.
Další významný turnaj v Cambridge Springs roku 1904 však přinesl (i přes Laskerovu účast) nečekané vítězství americkému hráči Franku Jamesovi Marshallovi. Turnaj ve Scheveningenu roku 1905 a v Norimberku roku 1906 pak potvrdil, že Marshallovo vítězství z Cambridge Springs nebylo zase až tak náhodné. Po svém vítězství na těchto turnajích Marshall využil příznivé situace, že jednání o zápase mezi Laskerem a Tarraschem neustále váznou, s pomocí mecenášů si opatřil potřebné finanční krytí a vyzval Laskera k zápasu.
Střetnutí mezi Laskerem a Marshallem začalo 26. ledna roku 1907 v New Yorku, pokračovalo ve Filadelfii, v Baltimore a v Chicagu a skončilo v Memphisu 8. dubna. Podmínkou vítězství bylo dosažení osmi výher. Průběh zápasu jasně ukázal, že Marshall (který navíc hrál nervózně a bázlivě) nebyl pro Laskera vážným soupeřem. Lasker vyhrál 8:0 (=7).
Mezitím vyhrál Tarrasch turnaj mistrů v Ostende v roce 1907 a vydal prohlášení, že proti jeho výsledkům nemůže nikdo postavit stejné úspěchy, a to ani Lasker, který se od roku 1904 turnajů opět nezúčastňoval. Bylo zřejmé, že dlouho odkládané střetnutí se již musí uskutečnit. Patronát nad zápasem převzal německý šachový svaz, byly konečně dohodnuty podrobné podmínky včetně finančních a bylo určeno, že se opět bude hrát do osmi výher.
Zápas mezi Laskerem a Tarraschem, poznamenaný napjatou atmosférou mezi oběma soupeři, začal 17. srpna roku 1908 v Düsseldorfu a měl velmi rychlý průběh (skončil již 30. září), neboť bylo stanoveno, že se bude hrát šestkrát týdně. Začátek zápasu se Tarraschovi nepovedl. Po čtyřech düsseldorfských partiích prohrával 1:3, a za tohoto stavu se oba aktéři zápasu stěhovali do Mnichova. Zde mistr světa získal pátou partii, v šesté přišla první remíza a sedmou vyhrál opět Lasker.
Za stavu 1:5 (=1) se Tarrasch trochu vzpamatoval, uhrál dvě remízy za sebou a v desáté partii dosáhl cenného vítězství v jedné ze svých nejlepších partií. V jedenácté partii však sehrál špatné zahájení a Lasker získal šestou výhru. Ve dvanácté partii však Tarrasch opět vyhrál a upravil tak průběžný výsledek zápasu na 3:6 (=3). Za tohoto stavu si Lasker vybral týdenní volno a tomto po odpočinku vyhrál třináctou partii. Tím přivedl Tarrasche do kritické situace, neboť další porážka by znamenala konec zápasu.
Další dvě partie skončily po úporné Tarraschově snaze remízami (čtrnáctá dokonce po 119 tazích), ale v šestnácté prokázal Lasker lepší nervy a výhrou získal celý zápas poměrem 8:3 (=5).

### Vítězství v zápasech se Schlechterem a Janowskim

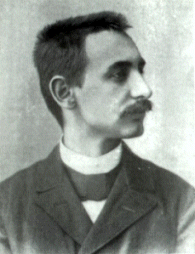
Karl Schlechter

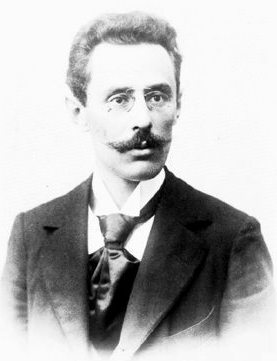
David Janowski

Hned po skončení zápasu s Tarraschem přijal Lasker výzvu od rakouského šachisty Karla Schlechtera. Než však k zápasu došlo, vyzval jej roku 1909 ve Francii naturalizovaný Polák David Janowski, který se však k zápasům o titul mistra světa v šachu dostal stejně jako Tarrasch až v době, kdy měl vrchol své šachové kariéry již v podstatě za sebou.
V květnu roku 1909 sehrál Lasker s Janowskim v Paříži nejprve krátký zápas na čtyři partie, který měl potvrdit, že Janowski je vhodný jako vyzyvatel. Zápas skončil 2:2, a tak jednání pokračovala. Bylo dohodnuto, že vlastní zápas se uskuteční v říjnu a v listopadu v Paříži a vítězem se stane ten, kdo získá více bodů z deseti partií. Lasker však dobře věděl, že Janowski, jehož největší slabinou byla značná nevyrovnanost ve vedení boje, není pro něho vážným soupeřem. Protože v době zahájení zápasu měl již dohodnuto, že v lednu roku 1910 bude obhajovat svůj titul v zápase se Karlem Schlechterem, navrhl Janowskému sehrát jejich střetnutí jako exhibici, s čímž Janowski nakonec souhlasil.
Zápas mezi Laskerem a Janowskim se hrál v Paříži od 19. října do 9. listopadu roku 1909 a jeho průběh jasně ukázal, že šlo o střetnutí dvou nerovných soupeřů. Po nerozhodné první partii prohrál Janowski čtyři partie za sebou, v šesté sice po hrubé Laskerově chybě zvítězil, ale to bylo z jeho strany všechno. Ve zbývajících čtyřech partiích Lasker vyhrál ještě třikrát a zvítězil tak celkově 7:1 (=2).
Karl Schlechter byl pro Laskera těžším soupeřem, neboť šlo o klidného a vyrovnaného hráče, který byl v té době na vrcholu své šachové dráhy. Šlo o vrcholného představitele tzv. vídeňské školy, založené na opatrnosti, bylo jej velmi těžké porazit a brzy získal pověst remízového krále.
Zápas Lasker – Karl Schlechter se měl původně hrát na třicet partií, ale žádný organizátor nechtěl přistoupit na přehnané Laskerovy finanční požadavky. Nakonec se Lasker musel spokojit jen se společnou (a oproti původním Laskerovým nárokům třetinovou) nabídkou Wiener Schachklubu (za kterou stála Rothschildova dotace) a Berlínské šachové společnosti (Berliner Schachgesellschaft), přičemž počet partií zápasu byl stanoven na deset. V případě nerozhodného výsledku zůstal titul stávajícímu mistru světa. Opatrný Lasker nastoupil k tak krátkému zápasu se Schlechterem jistě až po dlouhých úvahách, neboť hrozilo velké nebezpečí nahodilého výsledku. Učinil tak nejriskantnější krok své šachové kariéry a šachovému světu připravil jeden z nejdramatičtějších zážitků, které kdy boj o titul mistra světa přinesl.
Zápas začal 7. ledna 1910 ve Wiener Schachklubu a již první čtyři partie, které skončily remízami, jasně naznačily indispozici mistra světa v tomto zápase. Lasker mnohdy opomenul silnější tah a také několikrát nedokázal zužitkovat dosaženou výhodu. Pak přišla pátá partie, poslední, která se hrála ve Vídni. Mistr světa hrál s černými kameny iniciativně, a když získal druhého pěšce, zdálo se, že zvítězí. Pak však dovolil po dámském křídle proniknout bílé dámě s věží skrz svou obranu a umožnil tak Schlechterovi rozhodnout partii ve svůj prospěch. Vídeňští diváci uspořádali po skončení hry vítězovi partie velké ovace.
Do druhé poloviny zápasu, která se hrála po týdenní přestávce od 29. ledna v Berlíně, nastupoval tak Lasker za stavu 0:1 (=4). Hned v šesté partii Lasker ostře útočil, ale Schlechterovu obranu neprorazil. Remízou skončila i sedmá partie, nejzajímavější z celého zápasu, kdy Schlechter po nezvyklém zahájení našel pěknou oběť figury, a jen kvalitní obrana zachránila mistra světa před druhou porážkou. Rovněž tak osmá a devátá partie skončily nerozhodně, a tak byl před poslední desátou partií stav 1:0 (=8) pro Schlechtera. Po zahájení Lasker zaútočil, nepokračoval však zcela korektně. Schlechter byl ale nervózní, přehlédl v napětí boje šanci na výhru a v pozici, kdy mohl dosáhnout remízy, zvolil špatné pokračování. Lasker se chopil poslední příležitosti a partii vyhrál. Vyrovnal tak celkový stav zápasu na 1:1 (=8) a se značnou dávkou štěstí svůj titul obhájil.
V listopadu téhož roku se uskutečnil Laskerův druhý zápas s Janowskim, který byl opět dotován Berlínskou šachovou společností. Ze všech zápasů o titul mistra světa byl tento nejen nejméně významný, ale dokonce naprosto zbytečný, neboť po zcela jasné porážce Janowského v Paříži roku 1909 neměl žádný sportovní smysl. Byl to spíše obchodní podnik mistra světa a zřejmě také náhrada pro Janowského za první zápas, který nebyl oficiálním střetnutím.
Zápas se hrál v Berlíně na jedenáct partií od 8. listopadu do 8. prosince roku 1910 a skončil ještě drtivější porážkou Janowského 8:0 (=3) než zápas první. Jen na začátku vyzyvatel trochu vzdoroval a po třetí partii prohrával jen 1 : 0, ale pak neopatrnou hrou s ambiciózními zápletkami prohrával s klidným a rozvážným Laskerem jednu partii za druhou.

### Získání titulu velmistra
Po druhém zápase s Janowskim se Lasker opět odmlčel a věnoval se svým matematickým a filozofickým pracím. Jeho návrat na šachové kolbiště přinesl až rok 1914, a byl to návrat triumfální. Lasker potvrdil své mistrovství na turnaji v Petrohradě, který měl určit jeho soupeře pro další zápas o titul mistra světa. Šlo o jeden z největších turnajů dvacátého století a zúčastnila se ho prakticky celá tehdejší světová špička (jen Duras, Maróczy a Schlechter museli pro politické napětí mezi Ruskem a Rakouskem-Uherskem pozvání na turnaj odmítnout).
Jedenáct hráčů sehrálo nejprve první kolo systémem každý s každým a prvních pět postoupilo do dvoukolového finále. Po prvním finálovém kole vedl Capablanca s náskokem 1,5 bodu před Laskerem a Tarraschem, za nimi následoval Aljechin s Marshallem. Ve finále ale Lasker Capablancu předstihl, protože jej jednak sám porazil, a jednak mu bezděčně pomohl jeho starý sok Tarrasch, který rovněž nad Kubáncem zvítězil.
Po skončení turnaje udělil účastníkům finále ruský car Mikuláš II. titul šachového velmistra. Bylo to poprvé v šachové historii, kdy byl takovýto titul udělen.

### Ztráta titulu s Capablancou
Hned po skončení světové války se dostala do popředí otázka zápasu o titul mistra světa mezi Laskerem a Capablancou, který si právo vyzvat Laskera vybojoval na turnaji v Petrohradě v roce 1914. Předcházela mu opět, jak už bylo u Laskera zvykem, celá řada složitých jednání, zápas však oddálila první světová válka. A Capablanca nadále dokazoval své mistrovství. Například v roce 1919 byl v anglickém Hastingsu uspořádán turnaj na oslavu vítězství ve světové válce a Capablanca v něm (při Laskerově neúčasti) bez problémů zvítězil, když ztratil jen půl bodu s druhým Kostićem.
Roku 1920 dokonce Lasker rezignoval na svůj titul ve prospěch Capablancy bez boje, ale když dostal 11 000 dolarů souhlasil, že sehraje s Capablancou zápas o titul. Ten se konal v Havaně na jaře roku 1921 od 15. března do 20. dubna a hrál se na osm vítězství při maximálním počtu dvaceti čtyř partií. Po čtyřech remízách přišla pro Laskera (stejně jako v zápase se Schlechterem) pátá nešťastná partie, ve které Lasker po živé hře obětoval kvalitu za pěšce, ale ve vyrovnané, ovšem poněkud nepřehledné pozici se dopustil hrubé chyby, po které musel partii vzdát. Laskerova chyba byla důsledkem jeho únavy z těžkých předchozích partií a ukázala, že kondice mistra světa není nejlepší. Již po páté partii si Lasker stěžoval na nevhodné havanské klima – sotva právem, protože v jarních měsících je na Kubě počasí pro Evropana nejvhodnější.
Další čtyři partie skončily opět nerozhodně, ale v desáté Capablanca skvělým výkonem s černými kameny v přesně vedené koncovce Laskera opět porazil. Poprvé byl Lasker v zápase o mistra světa pozadu o dva body, ale jeho tragédie tím nekončila. Hned nato vyhrál Capablanca v útočném stylu i jedenáctou partii a stav 0 : 3 (=8) byl pro mistra světa již zoufalý. Po dvou ještě dosti bojovných remízách přehlédl Lasker ve čtrnácté partii ztrátu kvality, v rozrušení vzdal partii a příští den i celý zápas, údajně na radu lékaře pro velké nervové vypětí a nedobrý fyzický stav, prý v důsledku velkého horka. Capablanca tak zvítězil 4 : 0 (=10) a stal se v pořadí třetím oficiálním mistrem světa v šachu.

### Závěr života

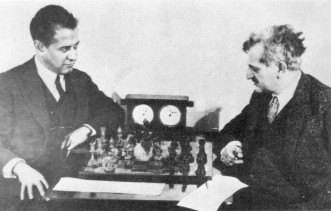
Capablanca a Lasker v Moskvě roku 1925

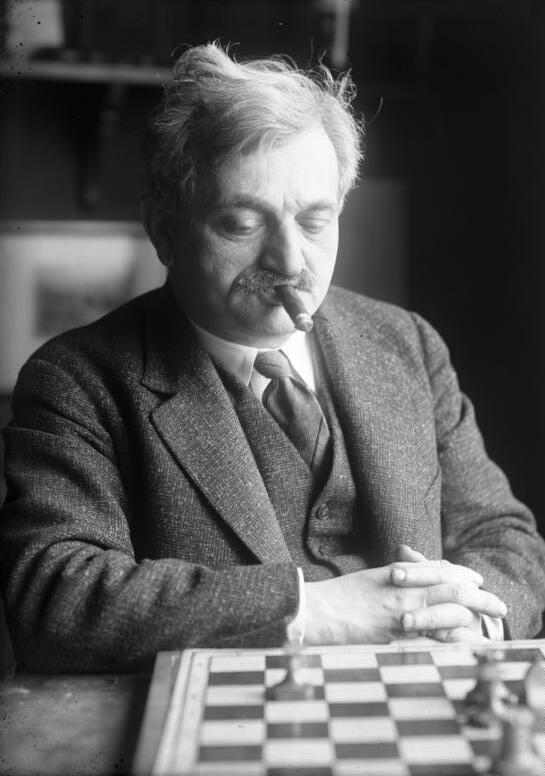
Emanuel Lasker v roce 1933

Po ztrátě titulu mistra světa se odvetný zápas již nehrál. I tak vyhrál turnaj v Ostravě roku 1923 (před Rétim) a především turnaj v New Yorku roku 1924, kde skončil před Capablancou a Aljechinem. Rovněž roku 1925 v Moskvě předstihl Capablancu, když skončil druhý za Bogoljubovem.
Roku 1927 se Lasker vrátil do Berlína a stal se mezinárodním hráčem bridge (dokonce v této hře reprezentoval Německo). Roku 1933 však musel kvůli nacistickému režimu Německo opustit a emigroval do Anglie, přičemž kvůli jeho židovskému původu mu byl zabaven majetek. Poté skončil pátý na turnaji v Curychu roku 1934 (vyhrál Aljechin). Roku 1935 odjel do Sovětského svazu a zde na turnajích v Moskvě roku 1935 skončil třetí (vyhráli společně Botvinnik a Salo Flohr, Lasker však jedinou partii neprohrál) a roku 1936 šestý (vyhrál Capablanca). Zúčastnil se ještě turnaje v Nottinghamu roku 1936, kde se umístil na sedmém až osmém místě (zvítězili společně Capablanca a Botvinnik) a pak se natrvalo usídlil v New Yorku, kde v nemocnici na infekci ledvin dne 11. ledna 1941 zemřel.

## Lasker jako zakladatel psychologického šachu
Lasker je považován za prvního velkého šachového psychologa. Například ve svém díle Gesunder Menschenverstand im Schach (Zdravý rozum v šachu) z roku 1925 dokazoval, že hráč nebojuje s dřevěnými figurkami, ale s osobností soupeře. Proto kladl důraz na psychologickou přípravu na hru a na pečlivé studium soupeře před partií, aby proti němu mohl využít jeho nedostatků. Údajně dělal i úmyslně slabé a sporné tahy, aby „zkalil vodu“ a přivedl své soupeře do nepřehledné pozice, která jim nevyhovovala. Mnoho jeho soupeřů, kteří šachovou psychologii neuznávali (a tudíž byli ideálním materiálem pro její použití), na jeho úspěchy v takto prohraných partiích žehrali a říkali, že má štěstí. Kupříkladu William H. K. Pollock Laskerův styl okomentoval touto větou: „Není snadné reagovat správně na Laskerovy špatné tahy.“

## Laskerovy šachové studie
Lasker rovněž zkomponoval několik šachových studií. Nejslavnější z nich ukazuje manévr, dnes známý jako Laskerův manévr, který umožňuje vyhrát v některých pozicích věžových koncovek.
|   | a                                                                                          | b                                                                                          | c                                                                                          | d                                                                                          | e                                                                                          | f                                                                                          | g                                                                                          | h                                                                                          |   |
| 8 | c8 bílý král · c7 bílý pěšec · h7 bílý věž · a5 černý král · c2 černý věž · h2 černý pěšec | c8 bílý král · c7 bílý pěšec · h7 bílý věž · a5 černý král · c2 černý věž · h2 černý pěšec | c8 bílý král · c7 bílý pěšec · h7 bílý věž · a5 černý král · c2 černý věž · h2 černý pěšec | c8 bílý král · c7 bílý pěšec · h7 bílý věž · a5 černý král · c2 černý věž · h2 černý pěšec | c8 bílý král · c7 bílý pěšec · h7 bílý věž · a5 černý král · c2 černý věž · h2 černý pěšec | c8 bílý král · c7 bílý pěšec · h7 bílý věž · a5 černý král · c2 černý věž · h2 černý pěšec | c8 bílý král · c7 bílý pěšec · h7 bílý věž · a5 černý král · c2 černý věž · h2 černý pěšec | c8 bílý král · c7 bílý pěšec · h7 bílý věž · a5 černý král · c2 černý věž · h2 černý pěšec | 8 |
| 7 | c8 bílý král · c7 bílý pěšec · h7 bílý věž · a5 černý král · c2 černý věž · h2 černý pěšec | c8 bílý král · c7 bílý pěšec · h7 bílý věž · a5 černý král · c2 černý věž · h2 černý pěšec | c8 bílý král · c7 bílý pěšec · h7 bílý věž · a5 černý král · c2 černý věž · h2 černý pěšec | c8 bílý král · c7 bílý pěšec · h7 bílý věž · a5 černý král · c2 černý věž · h2 černý pěšec | c8 bílý král · c7 bílý pěšec · h7 bílý věž · a5 černý král · c2 černý věž · h2 černý pěšec | c8 bílý král · c7 bílý pěšec · h7 bílý věž · a5 černý král · c2 černý věž · h2 černý pěšec | c8 bílý král · c7 bílý pěšec · h7 bílý věž · a5 černý král · c2 černý věž · h2 černý pěšec | c8 bílý král · c7 bílý pěšec · h7 bílý věž · a5 černý král · c2 černý věž · h2 černý pěšec | 7 |
| 6 | c8 bílý král · c7 bílý pěšec · h7 bílý věž · a5 černý král · c2 černý věž · h2 černý pěšec | c8 bílý král · c7 bílý pěšec · h7 bílý věž · a5 černý král · c2 černý věž · h2 černý pěšec | c8 bílý král · c7 bílý pěšec · h7 bílý věž · a5 černý král · c2 černý věž · h2 černý pěšec | c8 bílý král · c7 bílý pěšec · h7 bílý věž · a5 černý král · c2 černý věž · h2 černý pěšec | c8 bílý král · c7 bílý pěšec · h7 bílý věž · a5 černý král · c2 černý věž · h2 černý pěšec | c8 bílý král · c7 bílý pěšec · h7 bílý věž · a5 černý král · c2 černý věž · h2 černý pěšec | c8 bílý král · c7 bílý pěšec · h7 bílý věž · a5 černý král · c2 černý věž · h2 černý pěšec | c8 bílý král · c7 bílý pěšec · h7 bílý věž · a5 černý král · c2 černý věž · h2 černý pěšec | 6 |
| 5 | c8 bílý král · c7 bílý pěšec · h7 bílý věž · a5 černý král · c2 černý věž · h2 černý pěšec | c8 bílý král · c7 bílý pěšec · h7 bílý věž · a5 černý král · c2 černý věž · h2 černý pěšec | c8 bílý král · c7 bílý pěšec · h7 bílý věž · a5 černý král · c2 černý věž · h2 černý pěšec | c8 bílý král · c7 bílý pěšec · h7 bílý věž · a5 černý král · c2 černý věž · h2 černý pěšec | c8 bílý král · c7 bílý pěšec · h7 bílý věž · a5 černý král · c2 černý věž · h2 černý pěšec | c8 bílý král · c7 bílý pěšec · h7 bílý věž · a5 černý král · c2 černý věž · h2 černý pěšec | c8 bílý král · c7 bílý pěšec · h7 bílý věž · a5 černý král · c2 černý věž · h2 černý pěšec | c8 bílý král · c7 bílý pěšec · h7 bílý věž · a5 černý král · c2 černý věž · h2 černý pěšec | 5 |
| 4 | c8 bílý král · c7 bílý pěšec · h7 bílý věž · a5 černý král · c2 černý věž · h2 černý pěšec | c8 bílý král · c7 bílý pěšec · h7 bílý věž · a5 černý král · c2 černý věž · h2 černý pěšec | c8 bílý král · c7 bílý pěšec · h7 bílý věž · a5 černý král · c2 černý věž · h2 černý pěšec | c8 bílý král · c7 bílý pěšec · h7 bílý věž · a5 černý král · c2 černý věž · h2 černý pěšec | c8 bílý král · c7 bílý pěšec · h7 bílý věž · a5 černý král · c2 černý věž · h2 černý pěšec | c8 bílý král · c7 bílý pěšec · h7 bílý věž · a5 černý král · c2 černý věž · h2 černý pěšec | c8 bílý král · c7 bílý pěšec · h7 bílý věž · a5 černý král · c2 černý věž · h2 černý pěšec | c8 bílý král · c7 bílý pěšec · h7 bílý věž · a5 černý král · c2 černý věž · h2 černý pěšec | 4 |
| 3 | c8 bílý král · c7 bílý pěšec · h7 bílý věž · a5 černý král · c2 černý věž · h2 černý pěšec | c8 bílý král · c7 bílý pěšec · h7 bílý věž · a5 černý král · c2 černý věž · h2 černý pěšec | c8 bílý král · c7 bílý pěšec · h7 bílý věž · a5 černý král · c2 černý věž · h2 černý pěšec | c8 bílý král · c7 bílý pěšec · h7 bílý věž · a5 černý král · c2 černý věž · h2 černý pěšec | c8 bílý král · c7 bílý pěšec · h7 bílý věž · a5 černý král · c2 černý věž · h2 černý pěšec | c8 bílý král · c7 bílý pěšec · h7 bílý věž · a5 černý král · c2 černý věž · h2 černý pěšec | c8 bílý král · c7 bílý pěšec · h7 bílý věž · a5 černý král · c2 černý věž · h2 černý pěšec | c8 bílý král · c7 bílý pěšec · h7 bílý věž · a5 černý král · c2 černý věž · h2 černý pěšec | 3 |
| 2 | c8 bílý král · c7 bílý pěšec · h7 bílý věž · a5 černý král · c2 černý věž · h2 černý pěšec | c8 bílý král · c7 bílý pěšec · h7 bílý věž · a5 černý král · c2 černý věž · h2 černý pěšec | c8 bílý král · c7 bílý pěšec · h7 bílý věž · a5 černý král · c2 černý věž · h2 černý pěšec | c8 bílý král · c7 bílý pěšec · h7 bílý věž · a5 černý král · c2 černý věž · h2 černý pěšec | c8 bílý král · c7 bílý pěšec · h7 bílý věž · a5 černý král · c2 černý věž · h2 černý pěšec | c8 bílý král · c7 bílý pěšec · h7 bílý věž · a5 černý král · c2 černý věž · h2 černý pěšec | c8 bílý král · c7 bílý pěšec · h7 bílý věž · a5 černý král · c2 černý věž · h2 černý pěšec | c8 bílý král · c7 bílý pěšec · h7 bílý věž · a5 černý král · c2 černý věž · h2 černý pěšec | 2 |
| 1 | c8 bílý král · c7 bílý pěšec · h7 bílý věž · a5 černý král · c2 černý věž · h2 černý pěšec | c8 bílý král · c7 bílý pěšec · h7 bílý věž · a5 černý král · c2 černý věž · h2 černý pěšec | c8 bílý král · c7 bílý pěšec · h7 bílý věž · a5 černý král · c2 černý věž · h2 černý pěšec | c8 bílý král · c7 bílý pěšec · h7 bílý věž · a5 černý král · c2 černý věž · h2 černý pěšec | c8 bílý král · c7 bílý pěšec · h7 bílý věž · a5 černý král · c2 černý věž · h2 černý pěšec | c8 bílý král · c7 bílý pěšec · h7 bílý věž · a5 černý král · c2 černý věž · h2 černý pěšec | c8 bílý král · c7 bílý pěšec · h7 bílý věž · a5 černý král · c2 černý věž · h2 černý pěšec | c8 bílý král · c7 bílý pěšec · h7 bílý věž · a5 černý král · c2 černý věž · h2 černý pěšec | 1 |
|   | a                                                                                          | b                                                                                          | c                                                                                          | d                                                                                          | e                                                                                          | f                                                                                          | g                                                                                          | h                                                                                          |   |

Řešení:
1. Kb7 Vb2+
2. Ka7 Vc2
3. Vh5+ Ka4
4. Kb6 Vb2+
5. Ka6 Vc2
6. Vh4+ Ka3
7. Kb6 Vb2+
8. Ka5 Vc2
9. Vh3+ Ka2 (nebo 9...Kb2)
10. V×h2 (oběť věže je z důvodu vazby nutno přijmout) V×h2
11. c8D a koncovka dáma proti věži je teoretická výhra silnější strany

## Publikační činnost

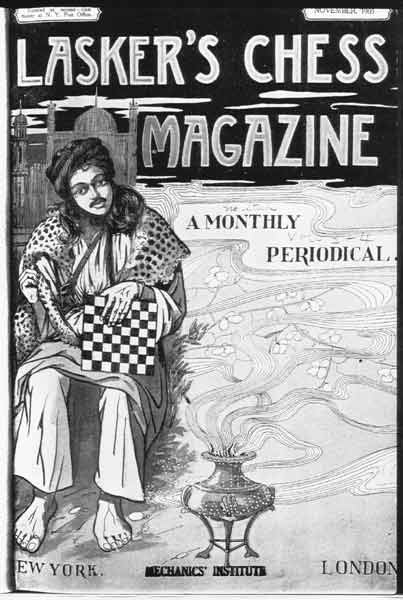
Lasker's Chess Magazine – obálka

### Šachy
- The London Chess Fortnightly, 1892–1893
- Common Sense in Chess, 1896
- Lasker's How to Play Chess, 1900
- Lasker's Chess Magazine, 1904–1907.
- The International Chess Congress, St. Petersburg 1909, 1910
- Gesunder Menschenverstand im Schach, 1925
- Lehrbuch des Schachspiels, 1926
- Lasker's Chess Primer, 1934

### Jiné hry
- Encyclopedia of Games, 1929
- Das verständige Kartenspiel, 1929[44]
- Brettspiele der Völker, 1931
- Das Bridgespiel, 1931

### Filozofie
- Kampf, 1906
- Das Begreifen der Welt, 1913
- Die Philosophie des Unvollendbar, 1918
- Vom Menschen die Geschichte, 1925
- The Community of the Future, 1940[45]

### Matematika
- Metrical Relations of Plane Spaces of n Manifoldness, 1895[46]
- About a certain Class of Curved Lines in Space of n Manifoldness, 1895[47]
- Über Reihen auf der Convergenzgrenze, 1901[48]
- Zur Theorie der Moduln und Ideale, 1905[49]